# Szczecin Open 2024
Il Szczecin Open 2024 è stato un torneo maschile di tennis professionistico. È stata la 31ª edizione del torneo, facente parte della categoria Challenger 125 nell'ambito dell'ATP Challenger Tour 2024, con un montepremi di 148 000 €. Si è giocato dal 9 al 15 settembre 2024 sui campi in terra rossa del Wojska Polskiego di Stettino, in Polonia.

## Partecipanti

### Teste di serie
| Nazionalità | Giocatore            | Ranking* | Testa di serie |
| ----------- | -------------------- | -------- | -------------- |
| Brasile     | Thiago Seyboth Wild  | 68       | 1              |
| Argentina   | Federico Coria       | 79       | 2              |
| Spagna      | Jaume Munar          | 84       | 3              |
| Germania    | Daniel Altmaier      | 89       | 4              |
| Rep. Ceca   | Vít Kopřiva          | 118      | 5              |
| Spagna      | Albert Ramos Viñolas | 122      | 6              |
| Colombia    | Daniel Elahi Galán   | 127      | 7              |
| Italia      | Stefano Napolitano   | 135      | 8              |

* Ranking al 26 agosto 2024.

### Altri partecipanti
I seguenti giocatori hanno ricevuto una wild card per il tabellone principale:
- Tomasz Berkieta
- Daniel Michalski
- Olaf Pieczkowski

Il seguente giocatore è entrato in tabellone come special exempt:
- Jan Choinski

Il seguente giocatore è entrato in tabellone come alternate:
- Michael Vrbenský

I seguenti giocatori sono passati dalle qualificazioni:
- Hynek Bartoň
- Lucas Gerch
- Aleksej Vatutin
- Max Hans Rehberg
- Jacopo Berrettini
- Andrew Paulson

Il seguente giocatore è entrato in tabellone come lucky loser:
- Sebastian Fanselow

## Punti e montepremi
| Torneo    | Torneo              | V      | F      | SF    | QF    | 2T    | 1T    | Q | Q2  | Q1  |
| Singolare | Punti               | 125    | 64     | 35    | 16    | 8     | 0     | 5 | 3   | 0   |
| Singolare | Premi in denaro (€) | 19 650 | 11 570 | 6 850 | 3 990 | 2 345 | 1 420 | – | 710 | 355 |
| Doppio    | Punti               | 125    | 64     | 35    | 16    | –     | 0     | – | –   | –   |
| Doppio    | Premi in denaro (€) | 8 420  | 4 900  | 2 940 | 1 750 | –     | 990   | – | –   | –   |

## Campioni

### Singolare
Vít Kopřiva ha sconfitto in finale  Andrea Pellegrino con il punteggio di 7–5, 6–2.

### Doppio
Guido Andreozzi /  Théo Arribagé hanno sconfitto in finale  Ryan Seggerman /  Szymon Walków con il punteggio di 6–2, 6–1.